# كوتج غروف

## التركيبة السكانية
قام مكتب تعداد الولايات المتحدة بتحديد بيانات التركيبة السكانية لكوتج غروففي تعداد الولايات المتحدة. في ما يلي، التركيبة السكانية حسب تعدادي 2000 و2010.

### تعداد عام 2000
بلغ عدد سكان كوتج غروف 30,582 نسمة بحسب تعداد عام 2000، وبلغ عدد الأسر 9,932 أسرة وعدد العائلات 8,462 عائلة مقيمة في المدينة. في حين سجلت الكثافة السكانية 899.9 نسمة لكل ميل مربع (347.5/كم2). وبلغ عدد الوحدات السكنية 10,024 وحدة بمتوسط كثافة قدره 295.0 نسمة لكل ميل مربع (113.9/كم2).
وتوزع التركيب العرقي للمدينة بنسبة 93.54% من البيض و0.41% من الأمريكيين الأصليين و1.43% من الأمريكيين ذوي الأصول الآسيوية و0.06% من سكان جزر المحيط الهادئ و2.35% من الأمريكيين الأفارقة و1.30% من عرقين مختلطين أو أكثر.
بلغ عدد الأسر 9,932 أسرة كانت نسبة 49.8% منها لديها أطفال تحت سن الثامنة عشر تعيش معهم، وبلغت نسبة الأزواج القاطنين مع بعضهم البعض 72.9% من أصل المجموع الكلي للأسر، ونسبة 8.8% من الأسر كان لديها معيلات من الإناث دون وجود شريك، وكانت نسبة 14.8% من غير العائلات. تألفت نسبة 11.0% من أصل جميع الأسر من أفراد ونسبة 2.7% كانوا يعيش معهم شخص وحيد يبلغ من العمر 65 عاماً فما فوق. وبلغ متوسط حجم الأسرة المعيشية 3.32، أما متوسط حجم العائلات فبلغ 3.07.
بلغ العمر الوسطي للسكان 32 عاماً. وكانت نسبة 32.7% من القاطنين تحت سن الثامنة عشر، وكانت نسبة 7.4% بين الثامنة عشر والأربعة وعشرون عاماً، ونسبة 34.4% كانت واقعةً في الفئة العمرية ما بين الخامسة والعشرين حتى الرابعة والأربعين عاماً، ونسبة 20.7% كانت ما بين الخامسة والأربعين حتى الرابعة والستين، ونسبة 4.9% كانت ضمن فئة الخامسة والستين عاماً فما فوق. يوجد لكل 100 أنثى 99.3 ذكر، ويوجد لكل 100 أنثى في الثامنة عشر من عمرها فما فوق 98.0 ذكر.

### تعداد عام 2010
بلغ عدد سكان كوتج غروف 34,589 نسمة بحسب تعداد عام 2010، وبلغ عدد الأسر 11,719 أسرة وعدد العائلات 9,437 عائلة مقيمة في المدينة. في حين سجلت الكثافة السكانية 1,028.8 نسمة لكل ميل مربع (397.2/كم2). وبلغ عدد الوحدات السكنية 12,102 وحدة بمتوسط كثافة قدره 360.0 لكل ميل مربع (139.0/كم2).
وتوزع التركيب العرقي للمدينة بنسبة 86.5% من البيض و0.5% من الأمريكيين الأصليين و5.3% من الأمريكيين ذوي الأصول الآسيوية و0.1% من سكان جزر المحيط الهادئ و3.9% من الأمريكيين الأفارقة و2.3% من عرقين مختلطين أو أكثر.
بلغ عدد الأسر 11,719 أسرة كانت نسبة 43.7% منها لديها أطفال تحت سن الثامنة عشر تعيش معهم، وبلغت نسبة الأزواج القاطنين مع بعضهم البعض 66.6% من أصل المجموع الكلي للأسر، ونسبة 9.3% من الأسر كان لديها معيلات من الإناث دون وجود شريك، بينما كانت نسبة 4.6% من الأسر لديها معيلون من الذكور دون وجود شريكة وكانت نسبة 19.5% من غير العائلات. تألفت نسبة 14.9% من أصل جميع الأسر من أفراد ونسبة 5.3% كانوا يعيش معهم شخص وحيد يبلغ من العمر 65 عاماً فما فوق. وبلغ متوسط حجم الأسرة المعيشية 3.27، أما متوسط حجم العائلات فبلغ 2.95.
بلغ العمر الوسطي للسكان 35 عاماً. وكانت نسبة 29% من القاطنين تحت سن الثامنة عشر، وكانت نسبة 7.8% بين الثامنة عشر والأربعة وعشرون عاماً، ونسبة 29% كانت واقعةً في الفئة العمرية ما بين الخامسة والعشرين حتى الرابعة والأربعين عاماً، ونسبة 25.9% كانت ما بين الخامسة والأربعين حتى الرابعة والستين، ونسبة 8.3% كانت ضمن فئة الخامسة والستين عاماً فما فوق. وتوزع التركيب الجنسي للسكان بنسبة 49.9% ذكور و50.1% إناث.

## كوتج غروف، مينيسوتا
كوتج غروف (بالإنجليزية Cotttage Grove) هي مدينة تقع على بعد 8 ميلا (12.5 كم) إلى الجنوب من سانت بول في مقاطعة واشنطن في ولاية مينيسوتا، الولايات المتحدة الأمريكية. المدينة تقع على الضفة الشمالية لنهر المسيسيبي، إلى الشمال من الباكواش من الالتقاء مع نهر سانت كروا. وبلغ عدد سكان المدينة 33081 نسمة في عام 2007.